# St. Josef (Berlin-Weißensee)
Die Kirche St. Josef (ursprünglich St. Joseph) ist eine römisch-katholische Pfarrkirche an der Behaimstraße im Berliner Ortsteil Weißensee. Sie wurde 1898/1899 im nachempfundenen Stil der norddeutschen Backsteingotik errichtet und steht unter Denkmalschutz.

## Geschichte
Die Geschichte der Weißenseer katholischen Gemeinde begann 1886 mit einem Gottesdienst unter der Leitung des Propstes von St. Hedwig Johann Assmann. Max Westermaier, ein Privatdozent am Botanischen Institut der Friedrich-Wilhelms-Universität in Berlin, hatte sich dafür persönlich engagiert. Im folgenden Jahr entstand eine Wellblechkapelle in der Börnestraße. Am 18. Mai 1890 konnte ein Geläut geweiht werden, und die junge Kuratiengemeinde erhielt das Patrozinium des Hl. Josef. Am 4. Mai 1895 erfolgte die Erhebung zur Pfarrei.
Die Architektengemeinschaft Moritz & Welz lieferte die Pläne für einen festen Neubau, dessen Grundstein 1898 in der Behaimstraße gelegt werden konnte. Die Kirchweihe erfolgte am 4. Juni 1899.
Im Zweiten Weltkrieg erlitt die Kirche beträchtliche Schäden. Eine Brandbombe zerstörte Dach, Turm und Orgelempore. Der Wiederaufbau begann 1946 und ab 1948 konnten wieder Gottesdienste in der Kirche abgehalten werden. Bis 1952 wurde auch der Turm wieder errichtet und im selben Jahr eine neue Orgel eingeweiht.
1974 wurde eine Werktagskapelle geschaffen, ab 1982 der Altarraum grundlegend neugestaltet. 1991 zog die Katholische Theresienschule Berlin-Weißensee ins benachbarte Schulgebäude. 1999 wurde anlässlich des 100-jährigen Bestehens von St. Josef eine Festwoche in der Gemeinde abgehalten. 2009 wurde der Marienaltar umgestaltet.
Die Kirche gehört heute zu der am 1. Januar 2021 errichteten Pfarrgemeinde Heilige Theresa von Avila Berlin Nordost im Erzbistum Berlin, zu der mit St. Josef die Pfarreien Corpus Christi (Prenzlauer Berg), St. Georg (Berlin-Pankow) und Heilig Kreuz (Berlin-Hohenschönhausen) fusionierten.

## Architektur

### Überblick
St. Josef ist ein Klinkerverblendbau in spätgotischen Formen. Im Sockel des nach Osten ausgerichteten Kirchturms mit rechteckigem Grundriss (9 m × 15 m) befindet sich ein dreifaches spitzbogige wimpergbekrönte Eingangsportal und im Turmaufgang eine Glockenstube. Diese hat fensterartig hochgezogene Schallöffnungen.
Das Gotteshaus mit einem kreuzförmigen Grundriss weist Giebel in alle vier Himmelsrichtungen auf und auf jeder Seite ist ein Zifferblatt der Turmuhr zu sehen. Ein verkupferter Dachreiter bekrönt das flache ebenfalls mit Kupferplatten gedeckte  Satteldach.

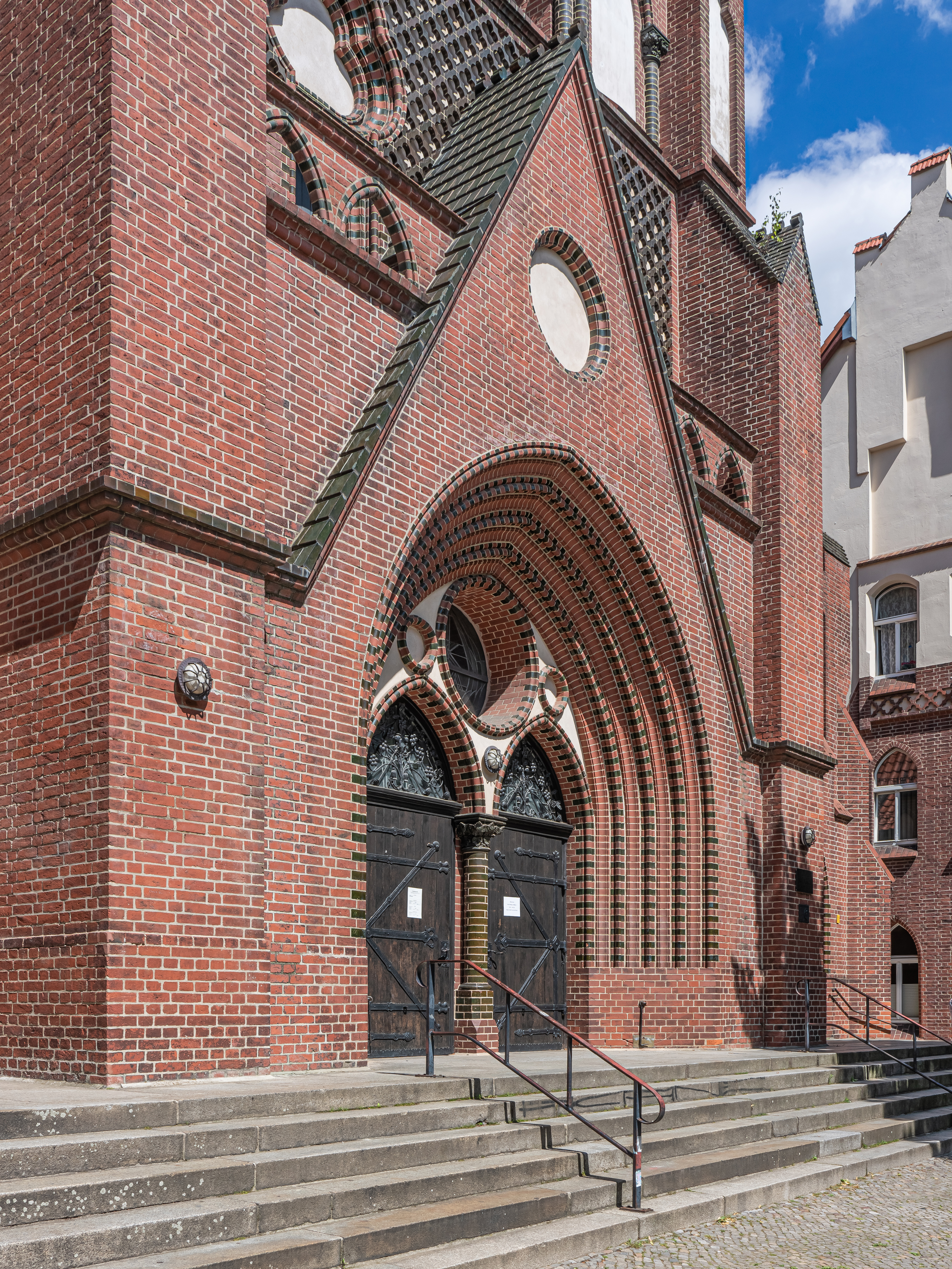
Eingangsportal

Das Kirchenschiff ist rund 36 m lang und 22 m breit, es erstreckt sich in das Hofgelände und ist eine dreischiffige Emporenbasilika mit Kreuzgewölben. Der polygonale Chorabschluss trägt ein Sterngewölbe. Er ist heute durch eine halbhohe Wand vom Langhaus abgetrennt.
Zur gleichen Bauzeit wie das Kirchengebäude und von den gleichen Architekten entworfen, wurde seitlich ein Pfarr- und Gemeindehaus hinzugefügt. Dies ist ein verputztes Ziegelbauwerk mit Klinkergliederungen und Rundbogenfenstern in den zwei unteren Stockwerken.

### Glocken
Die Glockenstube beherbergt ein dreistimmiges Geläut aus Gussstahlglocken, die vom Bochumer Verein im Jahr 1898 gegossen worden waren. Eine Inventarliste der Gießerei enthält folgende Angaben: das Ensemble aus Glocken mit Klöppel, Lager, Achsen und Läutehebel kostete in der Herstellung 5.826 Mark (kaufkraftbereinigt in heutiger Währung: rund 48.500 Euro).
| Größe    | Schlagton | Gewicht (kg) | unterer Durchmesser (mm) | Höhe (mm) | Inschrift |
| -------- | --------- | ------------ | ------------------------ | --------- | --------- |
| größte   | c         | 1882,5       | 1664                     | 1480      | unbekannt |
| mittlere | es        | 1430,0       | 1260                     | 1275      | unbekannt |
| kleinste | f         | 1055,5       | 1333                     | 1185      | unbekannt |

## Innenausstattung

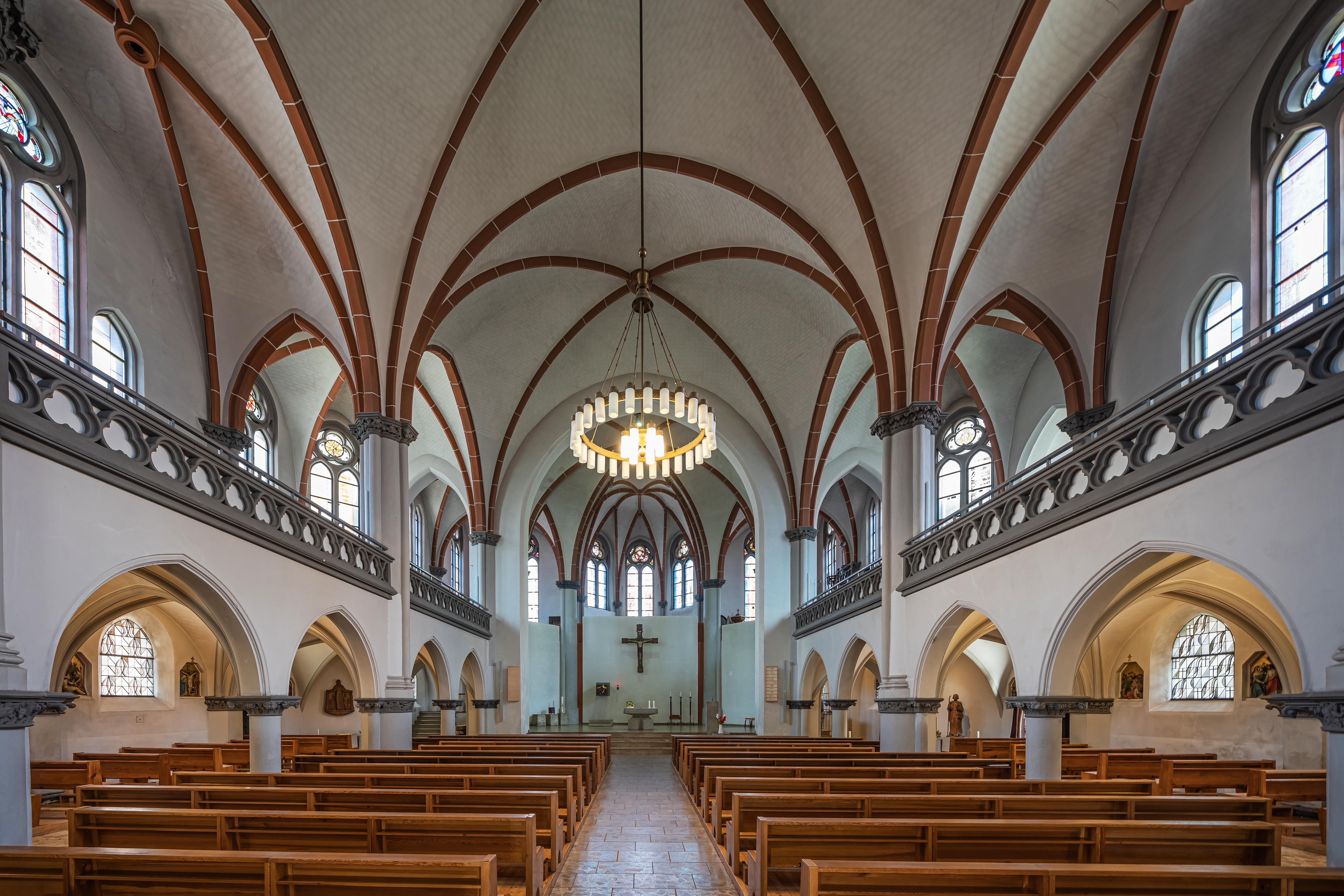
Interieur

Die Ausstattung ist schlicht und besteht aus wenigen Holzschnitzarbeiten in spätgotischen Formen. Das Kruzifix ist eine Arbeit aus dem Ende des 14. Jahrhunderts. Es stammt aus Langeln und wurde 1980 restauriert. Heiligenfiguren aus den 1950er Jahren und Buntglasfenster von 2001 komplettieren den Kirchenraum. Auch wenn der Innenraum der St.-Josef-Kirche aufgrund der Zerstörungen während des Krieges und der dem Zweiten Vatikanischen Konzil nachfolgenden Liturgiereform mehrfach umgestaltet wurde, blieb ihre Grundstruktur erhalten.

## Orgel
Die Orgel wurde 1952 von der Orgelbaufirma Schuster (Zittau) erbaut. Das Instrument hat 43 Register auf drei Manualen und Pedal und hat pneumatische Taschenladen.

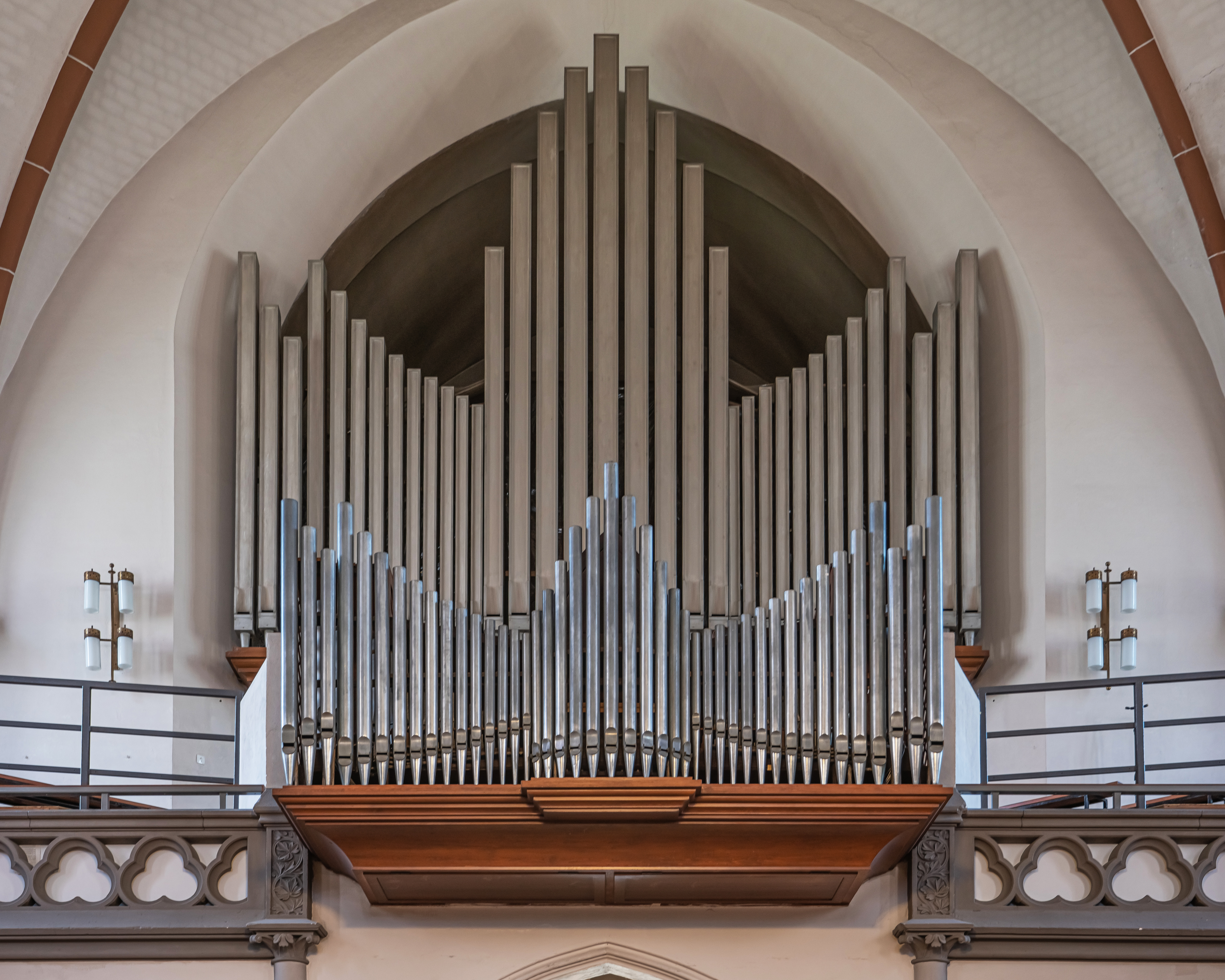
Orgel

| I Rückpositiv C– |     |
| Rohrgedackt      | 08′ |
| Quintade         | 08′ |
| Prestant         | 04′ |
| Nachthom         | 02′ |
| Sifflöte         | 01′ |
| Sesquialter II   |     |
| Zimbel III       |     |
| Regal            | 08′ |

| II Hauptwerk C– |        |
| Prinzipal       | 16′    |
| Prinzipal       | 08′    |
| Rohrflöte       | 08′    |
| Gemshorn        | 08′    |
| Oktave          | 04′    |
| Blockflöte      | 04′    |
| Quinte          | 02 ⁄3′ |
| Oktave          | 02′    |
| Mixtur IV       |        |
| Kleinmixtur III |        |
| Trompete        | 08′    |

| III Oberwerk C–  |         |
| Quintade         | 16′     |
| Gedackt          | 08'     |
| Weidenpfeife     | 08′     |
| Prinzipal        | 04′     |
| Rohrflöte        | 04′     |
| Rohrnasat        | 02 ⁄3′  |
| Blockflöte       | 02′     |
| Terz             | 01 3⁄5′ |
| Spitzquinte      | 01 ⁄3′  |
| Nachthorn        | 01′     |
| Scharf IV        |         |
| Helle Zimbel III |         |
| Krummhorn        | 08′     |
| Tremulant        |         |

| Pedalwerk C–   |     |
| Prinzipal      | 16′ |
| Subbass        | 16′ |
| Zartbass       | 16′ |
| Baßflöte       | 08′ |
| Oktavbass      | 08′ |
| Choralbass     | 04′ |
| Choralbass     | 02′ |
| Nachthorn      |     |
| Rauschpfeife V |     |
| Posaune        | 16′ |
| Clarine        | 04′ |